# Йонак, Эберхард Антонин
Эберхард Антонин Йонак (чеш. Eberhard Antonín Jonák; 12 апреля 1820 — 11 октября 1879) — чешский статистик.
Профессор статистики и политической экономии в Пражском университете и руководитель чешского центрального комитета статистики сельского хозяйства и лесоводства. Научные труды Йонака: «Theorie der Statistik in Grundzügen» (Вена, 1856; в работе также изложена история статистики); «Tafeln zur Statistik der Land- und Forstwirtschaft des Königreich Böhmen» (Прага, 1861—1872); «Der land- und lehentafliche Grundbesitz im Königreich Böhmen» (Прага, 1865) и др. По направлению Йонак, с незначительными уклонениями, примыкает к школе Ахенваля и Шлёцера.